# کمرک (بامیان)
کمرک (به لاتین: Kamarak) یک منطقهٔ مسکونی در افغانستان است که در ولایت بامیان واقع شده‌است.